# Томпсон, Джордан (футболист)
Джордан Эндрю Томпсон (англ. Jordan Andrew Thompson; 3 января 1997, Белфаст, Северная Ирландия) — североирландский футболист, полузащитник клуба «Сток Сити» и сборной Северной Ирландии.

## Клубная карьера
Томпсон — воспитанник английского клуба «Манчестер Юнайтед». В 2015 году Джоржан подписал контракт с шотландским «Рейнджерс». 7 ноября в матче против «Аллоа Атлетик» он дебютировал шотландском Чемпионшипе. В начале 2016 года Томпсон был арендован клубом «Эйрдрионианс». 27 февраля в матче против «Эр Юнайтед» он дебютировал в Первой лиге Шотландии. 5 марта в поединке против «Кауденбита» Джордан забил свой первый гол за «Эйрдрионианс».
Летом 2016 года Томпсон был арендован «Рэйт Роверс». 6 августа в матче против «Эр Юнайтед» он дебютировал за новый клуб. 27 августа в поединке против «Данди Юнайтед» Джордан забил свой первый гол за «Рэйт Роверс».
В начале 2018 года Томпсон на правах аренды перешёл в «Ливингстон». 6 января в матче против «Куин оф зе Саут» он дебютировал за новую команду. Летом того же года Томпсон на правах свободного агента подписал двухлетний контракт с клубом «Блэкпул». 4 августа в матче против «Уиком Уондерерс» он дебютировал в Первой лиге Англии. 6 октября в поединке против «Рочдейла» Джордан забил свой первый гол за «Блэкпул». В начале 2020 года Томпсон подписал контракт со «Сток Сити». 31 января в матче против «Дерби Каунти» он дебютировал в Чемпионшипе.

## Международная карьера
30 мая 2018 года в товарищеском матче против сборной Панамы Томпсон дебютировал за сборную Северной Ирландии. 